# Évolution systématique de ligands par enrichissement exponentiel
La méthode Systematic Evolution of Ligands by EXponential enrichment (SELEX), en français évolution systématique de ligands par enrichissement exponentiel, est une méthode de sélection in vitro, à partir de banques combinatoires d'oligonucléotides synthétiques. Les oligonucléotides sélectionnés sont capables de fixer sélectivement un ligand donné, avec une affinité élevée et spécifique. Initialement mise au point avec des ARN, cette technique a ensuite été généralisée aux oligonucléotides ADN.

## Principe

Schéma général du protocole de sélection in vitro. NA : Nucleic Acids ADN, ARN initialement présentés au hasard, puis amplifiés dans un processus de sélection.

La technique SELEX nécessite une bibliothèque d'oligonucléotides dont la séquence aux extrémités 5' et 3' est connue et dont la séquence centrale est aléatoire. Cette collection d'oligonucléotides est préparée selon le même principe de synthèse d'oligonucléotide à la différence que lors des étapes d'élongation des nucléotides de la région centrale, les quatre bases sont mises à réagir au lieu de ne mettre qu'une seule base. Cette technique permet d'obtenir une collection d'oligonucléotides avec des séquences centrales différentes.
Le principe de SELEX, est de sélectionner les oligonucléotides qui se lient avec la plus haute affinité sur une cible. Plusieurs techniques permettent la séparation des molécules qui ont reconnu la cible des autres : une chromatographie d'affinité en gel natif, une séparation sur membrane, ou encore à l'aide de billes magnétiques. Ensuite les oligonucléotides sont séparés de la molécule d'intérêt et sont amplifiés par clonage ou par PCR. L'étape de sélection des oligonucléotides avec une grande affinité pour la molécule cible et l'étape d'amplification sont répétées plusieurs fois afin d'obtenir des oligonucléotides ayant la plus haute affinité possible pour la cible. Les oligonucléotides sélectionnés sont appelés des aptamères. La technique SELEX fournit de bons résultats et des oligonucléotides avec une constante de dissociation très faible.

## Utilisation
La technique SELEX permet d'obtenir des oligonucléotides ayant une affinité pour des cibles très différentes (ion, petite molécule; protéine, organite, cellule). Les oligonucléotides obtenus ont une haute affinité et une haute spécificité et présentent donc un intérêt potentiel dans le diagnostic et la thérapie de maladies. Les interactions aptamères/ligand sont souvent comparées aux réactions anticorps/antigène. Cependant, l'avantage d'utiliser ces molécules plutôt que des anticorps est l'absence d'utilisation d'animaux pour leur obtention. De plus, une fois séquencés, les oligonucléotides peuvent être facilement reproduits par synthèse chimique.